# Emma Swahn Nilsson
Emma Maria Gunilla Swahn Nilsson, född 10 april 1972 i Nyköping, är en svensk moderat politiker. Hon är kommunstyrelsens ordförande i Karlskrona kommun sedan 2022. Hon har varit regionråd i Region Blekinge sedan 2021. Hon är utbildad sjuksköterska och har även läst ekonomi vid Linnéuniversitetet. Emma Swahn Nilsson är bosatt i Karlskrona sedan 1991 och har drivit en reklambyrå mellan 2000 och 2010.
Emma Swahn Nilsson har varit inblandad i en kontroversiell affär kring köpet av Vattenborgen, en kulturminnesmärkt byggnad på Stortorget i Karlskrona. År 2018 köpte Emma Swahn Nilsson och hennes make Arvid Nilsson, som är vd för ett fastighetsbolag, byggnaden genom sitt bolag Stenhusen Vattenborgen AB, och hyrde ut den tomma lokalen till kommunen. Enligt tre olika experter som granskat affärsavtalet gjorde makarna en vinst på 13 miljoner kronor på köpet. Under januari 2024 drog sig paret ur affären, utan att sälja fastigheten.